# Playa de El Castrillón
La playa de El Castrillón se encuentra en el concejo asturiano de Cudillero y pertenece a la localidad española de Oviñana. Pese a no presentar vegetación en la playa está protegida como Paisaje protegido, Zona de especial protección para las aves (ZEPA) y Lugar de importancia comunitaria (LIC), y se enmarca en la Costa Occidental de Asturias.

## Descripción
La playa tiene forma de concha, tiene una longitud de unos 300-310 m y una anchura media de unos 26 m. Su entorno es rural y con un bajo grado de urbanización y la peligrosidad es media. Las arenas son de grano grueso y oscuro y tiene muy poca asistencia. Los accesos son peatonales e inferiores a 0,5 km de fácil recorrido. Su entorno es rural y con un bajo medio de urbanización.
Para acceder a esta playa hay que localizar previamente los pueblos cercanos que son Riego de Arriba y Oviñana siendo en esta playa donde se encuentra el pequeño puerto de Oviñana, el cual está resguardado por el este por la «punta Garita» y por las «puntas del Gavilán» por el oeste. El acceso es el mismo que para las Playas de Portiella y Puertochico con la única diferencia que hay que pasar un pequeño túnel de unos 90-100 m que está situado al lado de las «cetáreas» descritas en las playas anteriores de Portiella y Puertochico que son contiguas por el oeste. El último tramo de bajada se hace por unas escaleras de piedra que están a la derecha del muro y que no pueden bajarse en marea alta sin mojarse. Si los visitantes se dirigen a la izquierda, hay que bajar una rampa corta y cómoda y se encontrarán con una muy pequeña cala de cantos rodados.
La playa no tiene ningún servicio, puede llevarse mascota y las actividades recomendadas son la pesca submarina y de recreo a caña así como el buceo. Es muy conveniente estar atentos a las pleamares para no quedar atrapados y sin salida.